# Дитинець (телеканал)
Телеканал «Дитинець» — приватна чернігівська регіональна телекомпанія, яка здійснює телемовлення з 1998 року. Входить до телерадіоорганізації «Ліга».

## Про телеканал
«Дитинець» — інформаційно-просвітницький телеканал з ефірним мовленням в цифровому форматі DVB-T2 на Чернігів та прилеглі райони, а також кабельним мовленням в мережі оператора «Основа».
Компанія у 2011 році отримала ліцензію від Національної ради України з питань телебачення і радіомовлення на кабельне мовлення, на ефірне цифрове мовлення ліцензія була видана у 2018 році та дійсна до 6 лютого 2025.

## Власники
Власником каналу через опосередкованих осіб є міський голова Чернігова Владислав Атрошенко.
Кінцевим бенефіціарним власником телеканалу є Руслан Дубинка.
У 1998 році підприємство очолював Шевцов Олег Олександрович, із 2007 року — Горбунов Олексій Георгійович. З 2010 року директором ТОВ «ТРО „Ліга“» призначено Ломако Олександра Анатолійовича (який став заступником мера Чернігова після того, як Владислав Атрощенко зайняв цей пост), саме з його приходом телеканал отримує ліцензію на мовлення та починає свій розвиток, як телеканал.
З 2016 року телеканал очолює Здор Тетяна Григорівна. У 2018 році Тетяна Здор отримала чернігівську премію «Підприємець року-2018» у номінації за високі здобутки в підприємництві, що очолюється жінками.

## Скандали

### Тиск із боку ТРЦ
У березні 2018 року представники телеканалу заявили про тиск на них зі сторони представників ТРЦ «Hollywood».

### Оприлюднення неправдивої інформації
У 2017 році телеканалом було оприлюднено інформацію (цитуючи мера Чернігова Владислава Атрошенка), що помічник народного депутата Валерія Давиденка має лазні на березі Десни. Депутат заперечив ці відомості і подав до суду за наклеп. Деснянський суд Чернігова був на стороні мера, проте Апеляційний суд Чернігова скасував рішення Деснянського суду і призначив видалити неправдиву інформацію із YouTube, спростувати інформацію та оплатити судові збори. Постановою Верховного суду України від 28 серпня 2019 року рішення Апеляційного суду Чернігівської області від 8 листопада 2017 року було скасовано, рішення Деснянського районного суду м. Чернігова від 25 вересня 2017 року залишилось в силі, таким чином касаційні скарги ТОВ «ТРО „Ліга“» задоволено.